# هالی فایفر
هالی فایفر (به انگلیسی: Halley Feiffer) (زاده ۲۰ نوامبر ۱۹۸۴) بازیگر آمریکایی است.
از فیلم‌های او می‌توان به بازی در مارگو در مراسم عروسی، جنتلمن‌های برونکوس و او بسیار مشهورتر از تو است اشاره کرد.